# 持田若佐

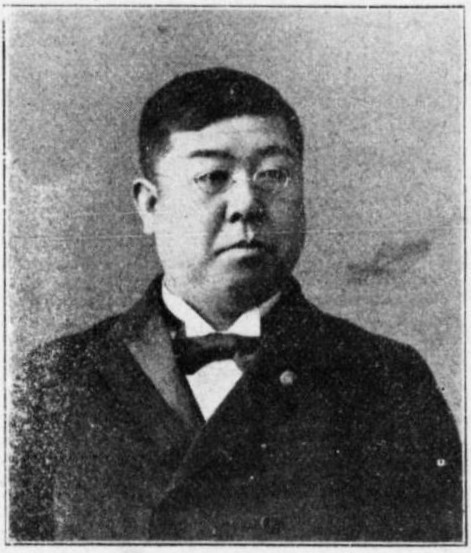
持田若佐

持田 若佐（もちた / もちだ わかさ、1860年10月30日（万延元年9月17日）- 1931年（昭和6年）2月28日）は、明治から昭和初期の神職・政治家・実業家。衆議院議員。1913年（大正2年）「若狭」に改名した。

## 経歴
下野国都賀郡高椅村（栃木県下都賀郡絹村字高椅、桑絹村、桑絹町を経て現小山市高椅）で、持田和泉の長男として生まれる。明治元年（1868年）結城藩黌に入り和漢学を修め、栃木県中教院を終えて上京し、専修学校（現専修大学）で法律学、経済学を学んだ。
1875年（明治8年）教導職試補となり、郡吏、絹村戸長、少講義などを歴任。1885年（明治18年）高椅神社祠官に就任。1887年（明治20年）栃木県会議員に選出され4期在任し、同常置員、絹村会議員、下都賀郡会議員、同参事会員、教育諮問会員、郡徴兵参事会員、農林会特別会員、地方森林会議員、神道栃木分局顧問、神道教師尋常検定委員なども務めた。
1897年（明治30年）野州日報社を設立して社長に就任。1901年（明治34年）野州石材の設立に参画し監査役に就任した。その他、阪東鉄道重役、中原鉄道会社重役なども務めた。
自由民権運動に加わり、東京倶楽部及関東会評議員に就任。憲政党支部幹事、立憲政友会支部創立委員、同支部幹事などを務めた。1901年（明治34年）8月、星亨の死去に伴う第6回衆議院議員総選挙栃木県第1区補欠選挙に出馬して初当選。その後、第9回総選挙まで再選され、衆議院議員に連続4期在任した。

## 国政選挙歴
- 第3回衆議院議員総選挙（栃木県第2区、1894年3月、内地雑居尚早会）落選[8]
- 第6回衆議院議員総選挙補欠選挙（栃木県第1区、1901年8月）当選[7][9]
- 第7回衆議院議員総選挙（栃木県郡部、1902年8月、立憲政友会）当選[10]
- 第8回衆議院議員総選挙（栃木県郡部、1903年3月、政友倶楽部）当選[10]
- 第9回衆議院議員総選挙（栃木県郡部、1904年3月、自由党）当選[10]